# Camí de l'Obaga de Toà

El Camí de l'Obaga de Toà, respecte del terme d'Abella de la Conca

El Camí de l'Obaga de Toà és un camí del terme municipal d'Abella de la Conca, a la comarca del Pallars Jussà.
Arrenca de la mateixa vila d'Abella de la Conca, d'on surt cap al nord-est. En bona part ha estat aprofitat per al camí nou de Mas Palou i del Molí d'Abella. El final del camí és a la cruïlla d'on surten els camins de les Bordes i de Mas Palou.

## Etimologia
Es tracta d'un topònim romànic modern de caràcter descriptiu: el camí pren el nom de l'indret al qual mena, l'Obaga de Toà.